# Schuurkurk

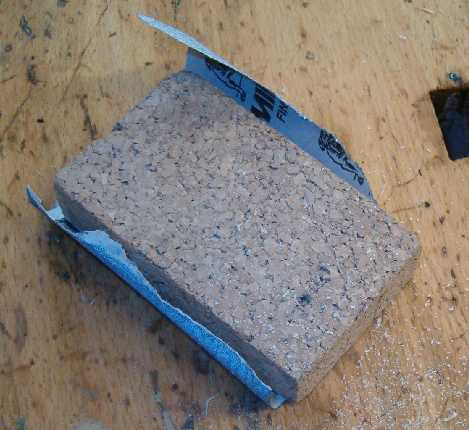
Een voorbeeld van een schuurkurk met schuurpapier

Een schuurkurk is een hulpmiddel dat toegepast wordt bij het handmatig schuren. Het is een blok geperst kurk waar schuurpapier omheen gewikkeld wordt zodat het hanteerbaarder wordt om mee te werken.
Vaak wordt ter vervanging een blokje hout gebruikt, dit mist echter de veerkracht van kurk.
Er zijn ook varianten in kunststof en andere materialen verkrijgbaar.